# Fadrique Alfonso de Castilla
Fadrique Alfonso de Castilla, I Señor de Haro, 25º Maestro dell'Ordine di Santiago (1342–1358) (Siviglia, 13 gennaio 1334 – Siviglia, 29 maggio 1358), era il quinto dei figli illegittimi di Alfonso XI di Castiglia ed Eleonora di Guzmán.

## Biografia
Fadrique era gemello del futuro re Enrico II di Castiglia. Mentre suo padre viveva, i figli di Eleanor approfittavano di nomine e sovvenzioni reali. Con questo sostegno, nel 1342, Fadrique assunse il ruolo principale di Maestre del militante monastico ordine di Santiago. Il precedente Maestre era stato Alonso Meléndez de Guzmán, suo zio materno.
Quando Alfonso XI morì improvvisamente durante l'assedio di Gibilterra, tentativi furono fatti dal suo fratellastro re Pietro I, sua madre, ed il favorito di lei a corte, il duca di Albuquerque per espropriare l'intera famiglia di Eleonora. Ciò e la successiva esecuzione di Eleonora a Talavera nel 1351, portò alla ribellione dei suoi figli, Enrico, Fadrique, Tello e Sancio di Castiglia e del conte di Alburquerque. Ognuno si ribellò dai loro angoli indipendenti del regno spagnolo. Attraverso una combinazione di minacce e diplomazia, Pietro I di Castiglia fu in grado di suscitare fedeltà e una temporanea riconciliazione con i suoi fratellastri. Ma ciò non doveva durare. Fadrique fu nominato emissario reale in Francia, dove andò a scortare la sposa di Pietro, Bianca di Borbone. Il susseguente tumulto di questo matrimonio e il coinvolgimento di Pietro con la sua amante, Maria di Padilla, non avrebbero probabilmente aiutato a cementare una rapporto tra Pietro e Fadrique.
Nel 1354, Fadrique ottenne il ruolo di custode (Adelantado Mayor de la Frontera) della frontiera Portuguese. Qui, insieme a suo fratello Enrico, cominciarono di nuovo a tramare la ribellione, entrando in trattative con Juan Alfonso de Alburquerque, un tempo nemico e favorito della corte di Pietro, ora caduto in disgrazia dal re. Alla fine, anche Henry andò a cercare sostegno dalla monarchia francese. Una seconda ribellione fu lanciata contro Pietro, questa volta altri si unirono alla città di Toledo, che chiese aiuto a Fadrique. Arrivò con 700 soldati.
Di nuovo Pietro si azzardò con un misto di perdono e con la mediazione di Juan Fernández de Henestrosa, zio di Maria di Padilla, e per una seconda volta Fadrique fu riconciliato con Pietro che offrì un posto alla corte. Pietro invitò persino Fadrique a Siviglia, con il pretesto di cercare il suo consiglio.
Gli eventi successivi sono stati registrati più notoriamente da Pero Lopez de Ayala, uno storico contemporaneo, ma uno che alla fine lavorò sotto il vittorioso Enrico II, il fratello di Fadrique. Alcuni storici successivi trovarono la caratterizzazione di Pietro come assassino crudele una propaganda.
Una volta a Siviglia, Fadrique ed i suoi cavalieri si incontrarono con il re. Facendo visita all'amante del re, comprese il minacciato tradimento e si precipitò alle scuderie dell'Alcázar di Siviglia. I soldati del re separarono Fadrique dai suoi compagni cavalieri, e in uno dei cortile dell'Alcazar, fu assassinato con un colpo di mazza da dietro. Ayala afferma che il re chiese che gli fosse portato il pranzo in quel luogo, in modo da poter cenare di fronte al moribondo Fadrique. Altre storie sostengono che fu catturato e alla fine giustiziato direttamente dal re.
Dopo il suo assassinio, il suo corpo fu sepolto nella cattedrale di Siviglia. Nel 1579, i suoi resti mortali furono trasferiti nella cripta della cappella reale dove rimangono ancora oggi.

## Discendenti
In qualità di maestro dell'ordine di Santiago, Fadrique fu costretto a rimanere celibe. Attraverso matrimoni illegittimi egli generò il lignaggio della famiglia Enríquez, che divennero Ammiragli di Castiglia e in seguito duchi di Medina de Rioseco.
Da una donna sconosciuta (probabilmente una donna ebrea sefardita di nome Paloma), ebbe un figlio illegittimo: 
- Alfonso Enríquez de Castilla (1354-1429), I Señor de Medina de Rioseco, sposò Juana de Mendoza (1360-24 gennaio 1431), ebbe figli

Da Leonor de Angulo y Córdoba (nata c.1340), una nobildonna castigliana, ebbe due figli illegittimi: 
- Pedro Enríquez de Castilla (1355-1400), I conte di Trastámara, 2° Connestabile di Castiglia, sposò nel 1385 Isabel de Castro (n. circa 1360), ebbe figli
- Leonor Enríquez de Castilla (n. circa 1357), sposò Diego Gómez Sarmiento, maresciallo di Castiglia 1355-1385), ebbe figli.

La sua discendente Giovanna Enríquez (1425 – 13 febbraio 1468), fu la seconda moglie di Giovanni II d'Aragona e la madre di Ferdinando II d'Aragona.

## Ascendenza
|                              |                        |                                                        | Genitori                                                                  |  |  | Nonni |  |  | Bisnonni               |  |  | Trisnonni              |  |
|                              |                        |                                                        |                                                                           |  |  |       |  |  | Sancho IV di Castiglia |  |  | Alfonso X di Castiglia |  |
|                              |                        |                                                        |                                                                           |  |  |       |  |  | Sancho IV di Castiglia |  |  | Alfonso X di Castiglia |  |
|                              |                        | Violante d'Aragona                                     |                                                                           |  |  |       |  |  | Sancho IV di Castiglia |  |  |                        |  |
| Ferdinando IV di Castiglia   |                        |                                                        |                                                                           |  |  |       |  |  | Sancho IV di Castiglia |  |  |                        |  |
|                              |                        | Maria di Molina                                        | Alfonso di Molina                                                         |  |  |       |  |  |                        |  |  |                        |  |
|                              |                        | Maria di Molina                                        | Alfonso di Molina                                                         |  |  |       |  |  |                        |  |  |                        |  |
|                              |                        | Maria di Molina                                        | Mayor Alonso de Meneses                                                   |  |  |       |  |  |                        |  |  |                        |  |
| Alfonso XI di Castiglia      |                        | Maria di Molina                                        |                                                                           |  |  |       |  |  |                        |  |  |                        |  |
|                              |                        | Dionigi del Portogallo                                 | Alfonso III del Portogallo                                                |  |  |       |  |  |                        |  |  |                        |  |
|                              |                        | Dionigi del Portogallo                                 | Alfonso III del Portogallo                                                |  |  |       |  |  |                        |  |  |                        |  |
|                              |                        | Dionigi del Portogallo                                 | Beatrice di Castiglia e Guzmán                                            |  |  |       |  |  |                        |  |  |                        |  |
| Costanza del Portogallo      |                        | Dionigi del Portogallo                                 |                                                                           |  |  |       |  |  |                        |  |  |                        |  |
|                              |                        | Isabella d'Aragona                                     | Pietro III d'Aragona                                                      |  |  |       |  |  |                        |  |  |                        |  |
|                              |                        | Isabella d'Aragona                                     | Pietro III d'Aragona                                                      |  |  |       |  |  |                        |  |  |                        |  |
|                              |                        | Isabella d'Aragona                                     | Costanza di Hohenstaufen                                                  |  |  |       |  |  |                        |  |  |                        |  |
| Fadrique Alfonso de Castilla |                        | Isabella d'Aragona                                     |                                                                           |  |  |       |  |  |                        |  |  |                        |  |
|                              | Álvaro Perez de Guzman | Pedro Nuñez de Guzman, Signore Derruña and San Romano  |                                                                           |  |  |       |  |  |                        |  |  |                        |  |
|                              | Álvaro Perez de Guzman | Pedro Nuñez de Guzman, Signore Derruña and San Romano  |                                                                           |  |  |       |  |  |                        |  |  |                        |  |
|                              | Álvaro Perez de Guzman | Teresa Rodriguez Brizuela                              |                                                                           |  |  |       |  |  |                        |  |  |                        |  |
| Pedro Núñez de Guzmán        | Álvaro Perez de Guzman |                                                        |                                                                           |  |  |       |  |  |                        |  |  |                        |  |
|                              |                        | Maria Giron                                            | Gonzalo Rodriguez Giron                                                   |  |  |       |  |  |                        |  |  |                        |  |
|                              |                        | Maria Giron                                            | Gonzalo Rodriguez Giron                                                   |  |  |       |  |  |                        |  |  |                        |  |
|                              |                        | Maria Giron                                            | Elvira Diaz de Castañeda                                                  |  |  |       |  |  |                        |  |  |                        |  |
| Eleanor de Guzman            |                        | Maria Giron                                            |                                                                           |  |  |       |  |  |                        |  |  |                        |  |
|                              |                        | Fernán Pérez Ponce de León, Signore Cangas e la Puebla | Pedro Ponce de Cabrera                                                    |  |  |       |  |  |                        |  |  |                        |  |
|                              |                        | Fernán Pérez Ponce de León, Signore Cangas e la Puebla | Pedro Ponce de Cabrera                                                    |  |  |       |  |  |                        |  |  |                        |  |
|                              |                        | Fernán Pérez Ponce de León, Signore Cangas e la Puebla | Aldonza Alonso de León                                                    |  |  |       |  |  |                        |  |  |                        |  |
| Beatriz Ponce de León        |                        | Fernán Pérez Ponce de León, Signore Cangas e la Puebla |                                                                           |  |  |       |  |  |                        |  |  |                        |  |
|                              |                        | Urraca Gutiérrez de Meneses                            | Gutierre Suarez de Meneses, Signore di la Osa, San Felices and Dosbarrios |  |  |       |  |  |                        |  |  |                        |  |
|                              |                        | Urraca Gutiérrez de Meneses                            | Gutierre Suarez de Meneses, Signore di la Osa, San Felices and Dosbarrios |  |  |       |  |  |                        |  |  |                        |  |
|                              |                        | Urraca Gutiérrez de Meneses                            | Elvira Anes de Sousa                                                      |  |  |       |  |  |                        |  |  |                        |  |
|                              |                        | Urraca Gutiérrez de Meneses                            |                                                                           |  |  |       |  |  |                        |  |  |                        |  |